# 423

## Úmrtí
- 15. srpna – Honorius, císař Západořímské říše

## Hlavy států
- Papež – Celestýn I. (422–432)
- Východořímská říše – Theodosius II. (408–450)
- Západořímská říše – Honorius (395–423) » Joannes (423–425)
- Perská říše – Bahrám V. (421–439)
- Vizigóti – Theodorich I. (419–451)
- Vandalové – Gunderich (407–428)